# Kaléou
Kaléou (ou Kalew) est un village du Sénégal situé en Basse-Casamance, à proximité de la frontière avec la Gambie. Il fait partie de la communauté rurale de Djibidione, dans l'arrondissement de Sindian, le département de Bignona et la région de Ziguinchor.
Lors du dernier recensement (2002), le village comptait 105 habitants et 15 ménages.

## Présentation
Kaléou veut dire que la population a trouvé un arbre sur place appelé en diola « bouléou ».

Quartiers (4) :

- Kakounoune : c’est le nom d’un arbre appelé « boukounoune ».

- Agolimore : signifie la confiance en langue diola.

- Djirankoufata : c’est le nom de la forêt qu’ils ont trouvé sur place.

- Djiadjoga : signifie la parenté en langue locale diola.

## Histoire
Les premiers habitants du village étaient originaires du village de Badiana.

À la recherche d’un bon espace vital et de terres fertiles, ils sont venus s’installer à Kaléou. Les grands événements, qui ont marqué le village sont :

- 1875 : première initiation Foutampe

- 1895 : 2e initiation Foutampe

- 1905 : 3e initiation Foutampe

- 1919 : 4e initiation Foutampe

- 1940 : 5e initiation Foutampe

Tous ces 5 foutampes étaient sous la direction du chef du bois sacré, Assourouror Diémé.

En 1940, il y a eu la venue du colon français pour recruter des tirailleurs sénégalais tels que Ansou Diémé, Mamady Diémé…

Ce phénomène a entraîné la dislocation du village et la fuite vers la Gambie.

Plusieurs villages se sont créés tels que Dimbaya, Macoumbouya et beaucoup plus à l’est, le village de Kalir s’est formé.

## Géographie
- Superficie : 6 km²
- Longueur : 3 km
- Largeur : 2 km
- Les villages qui l'entourent sont :
- Nord : Djiondji
- Sud : Balla Djiring
- Ouest : Massara
- Est : Balla Bassène

Les terres sont fertiles, les champs cultivables, le pâturage abondant et les forêts sont denses.